# Багдадски павиљон (Истанбул)
41° 00′ 52″ С; 28° 59′ 04″ З / 41.014444° С; 28.984444° З
Багдадски павиљон (тур. Bağdat Köşkü) у Истанбулу, Република Турска, смештен је у четвртом дворишту комплекса Палате Топкапи у Истанбулу и део је музејског комплекса Топкапи сарај (тур. Topkapı Sarayı). Павиљон је изграђен 1639. године по налогу султана Мурата IV (тур. IV. Murat; 26. јул 1612 — 8. фебруар 1640), као обележје освајања Багдада током његове војне кампање против Сафавида. Архитекта је највероватније био главни царски архитекта османског царства тог времена, Касим ага (тур. Koca Kasım Ağa).

## Историја
Султан Мурат IV је током своје владавине предузео две значајне војне експедиције: освајање Јеревана 1635. године и поновно освајања Багдада 1638. године (који су од 1624. године држали Сафавиди). У част ових победа, наредио је изградњу два павиљона у комплексу палате Топкапи: Јеревански (тур. Revan Köşkü) и Багдадски павиљон. Изградња Багдадског павиљон започета је убрзо након освајања Багдада 1638. године, одражавајући војне успехе и експанзионистичку политику Османског царства у 17. веку. Овај период карактерисало је јачање централизоване власти султана и унапређење уметности и архитектуре као начина представљања царске моћи. Багдадски павиљон је служио као симбол османске доминације, али и као простор за одмор и медитацију, место у коме су се султани повлачили како би разматрали важна државна питања. Иако не постоји оригинална натписна плоча која би прецизно потврдила време изградње, османски историчар Мустафа Наима наводи да је изградња павиљона наређена уочи похода на Багдад и да је завршена у року од годину дана. Узимајући у обзир да је Мурат IV провео у војној кампањи око 14 месеци, те да је преминуо почетком фебруара 1640. године, може се закључити да је Багдадски павиљон завршен 1639. године. Вероватно је да су унутрашњи декоративни радови настављени након тога, обзиром да Наима помиње султанов указ према којем су чувени калиграфи позвани да испишу златом украшене арапске калиграфске натписе на таваници павиљона. Павиљон није био само место одмора већ и симбол османског империјалног стила живота. Локација Багдадског павиљона унутар палате Топкапи омогућавала је и величанствен поглед на Златни рог и Босфор, што је посматрачима давало посебан осећај спокојства. Користио се за примање важних гостију, дипломатских изасланстава и одржавање интимних састанака у царском окружењу, као и разних церемонија и свечаности. Тако се у богато илустрованом рукопису из 18. века, Сурнами Вехби (тур. Surname-i Vehbi), могу видети и дечији кревети који су били постављени испод портика Багдадске павиљона током свечаности обрезивања принчева. Један од најзначајнијих историјских догађаја повезаних са Багдадским павиљоном односи се на 1730. годину, када су лидери и вођа побуне Патрона Халил, под изговором да ће им бити додељене везирске титуле, доведени у палату и убијени. Међутим, овај догађај се заправо одиграо у Јеревански павиљону, а не у Багдадском.

## Архитектура
Багдадски павиљон је један од најочуванијих и најлепших делова Топкапи палате, а уједно и ремек-дело османске павиљонске архитектуре. Подигнут је на мермерној тераси, издигнутој 7 метара изнад баште, са базеном, на месту где се спајају вртови познати као Шимширлик и Инџирлик. Са овог положаја пружа се панорамски поглед на Златни рог, Босфор, Мраморно море, као и на Галату (тур. Galata) и Бејоглу. Сличан је по архитектури, дизајну и декорацији Јереванском павиљону. Основу павиљона чини осмоугаони простор са четири правоугаоне апсиде, које се отварају према централној дворани. Улаз у Павиљон украшен је стихом на персијском и има довратнике од белог и зеленог мермера, док су други довратници исклесани од белог мермера. Са десне стране улаза налази се позлаћени бронзани камин, чији се димњак уздиже изнад крова. На две бочне стране камина, налазе се монументалне керамичке плочице са мотивима птица, које спадају међу најређе сачуване османске зооморфне украсе. У центру просторије је фино израђен сребрни мангал, поклон француског краља Луја XIV. Просторије су повезане са централним делом преко лукова и ајвана, док се над средишњим простором уздиже оловом прекривена купола са прозором за осветљење. Унутрашњост павиљона је богато украшена: позлаћеним малакаријем, седефом, слоновачом и оклопом корњаче. Зидове прекривају плочице са белим цветовима нарциса и артичока, што представља један од последњих примера врхунске керамике класичног османског периода. Плочице су произведене техником подглазуре у плавој и белој боји, стварајући хармоничну атмосферу. Ова колорна палета је била уобичајена у више грађевина из тог периода и приписују се радионици у Изнику (тур. İznik, раније Никејa, грч. Νίκαια), док се спљашње плочице приписују радионици у Кутахају (тур. Kütahya). Горњи ред прозора је затамњен, а забати су уоквирени стаклом и гипсом. Додатно, уз павиљон је дограђена правоугаона просторија са засвођеним плафоном и скривеном нишом за тоалет. Спољашњост павиљона краси отворени трем, ослоњен на мермерне стубове са капителима у облику дијаманата, између којих су постављени лукови од двобојног камена. Ови лукови подупиру простран кровни венац покривен оловом. Првобитно су се између стубова налазиле дебеле платнене завесе које су штитиле унутрашњост од временских услова и истовремено наглашавале естетику фасаде украшене керамичким плочицама. Крајем 19. века, уместо завеса постављене су стаклене преграде у гвозденим рамовима, које су нарушавале првобитни изглед павиљона па су уклоњене 1917. године.

## Багдадски павиљон данас
Багдадски павиљон остаје један од најистакнутијих примера османске архитектуре, представљајући савршену синтезу уметности плочица, архитектонске елеганције и симболичког значаја у историји Османског царства. Његова израда, украсне технике и историјски контекст сведоче о високим дометима османске уметности и занатства. Посетиоци могу разгледати његове богато украшене просторије, укључујући чувене плочице, калиграфске украсе и уметничке елементе попут седефом интарзираних ормана и малакарија. Данас, као део музејског комплекса палате Топкапи, Павиљон наставља да привлачи посетиоце и истраживаче, преносећи причу о једном од најважнијих периода османске историје. Павиљон се не користи као посебан музеј, али је отворен за посетиоце као један од историјских објеката у оквиру палате и пружа један од најлепших погледа на Босфор и Златни рог, што га чини популарном туристичком атракцијом.